# Sveriges fotbollslandslag i VM 1994

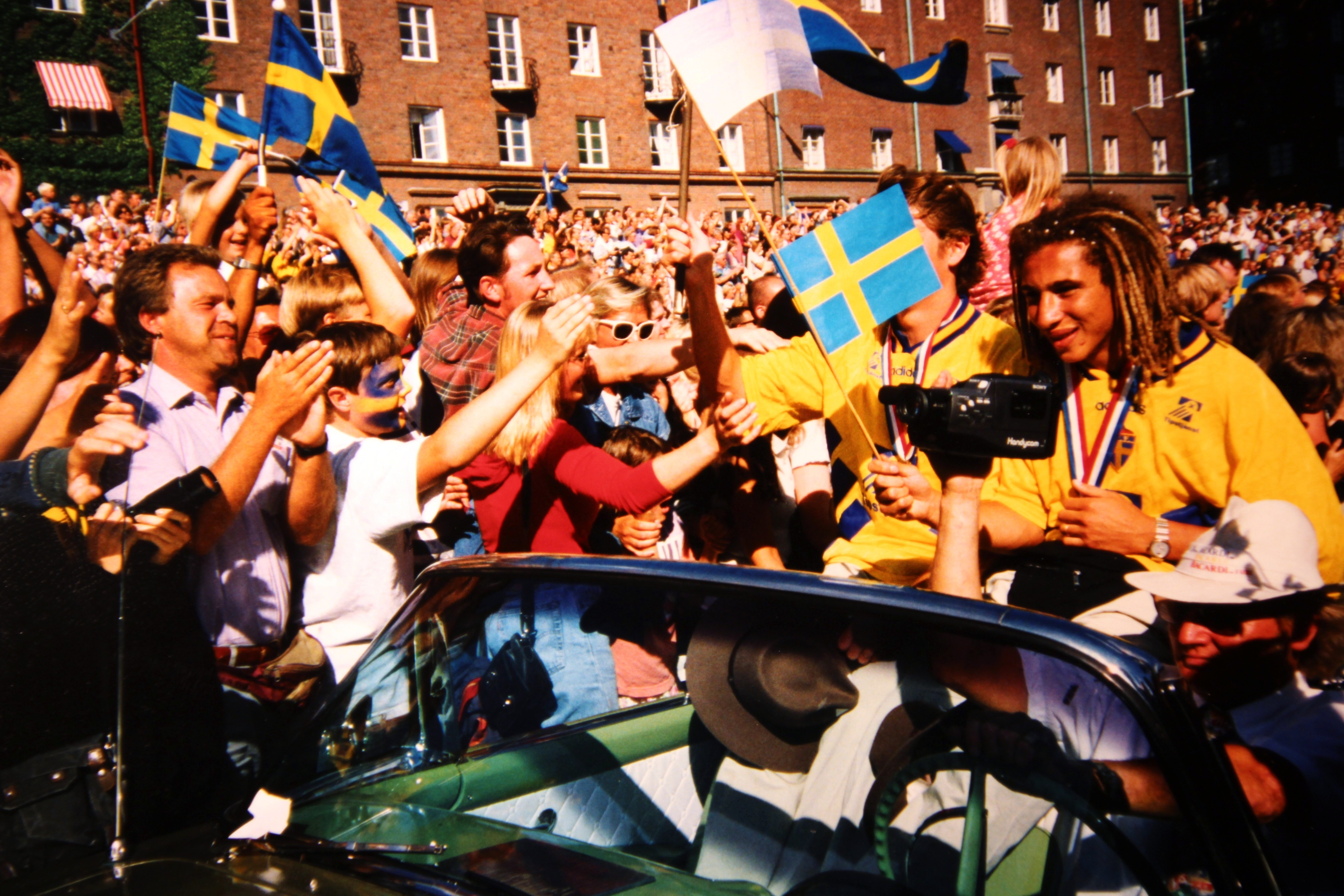
Folkligt firande på Stockholms gator 18 juli 1994. De svenska VM-spelarna hälsas välkomna tillbaka från USA.

Sveriges fotbollslandslag i VM 1994, var dåvarande truppen i Sveriges fotbollslandslag som tog brons i VM i USA 1994, vilket i Sverige väckte extrem glädjeyra. Den prestationen belönades med Svenska Dagbladets guldmedalj samt Jerringpriset 1994. Thomas Ravellis avgörande straffräddning i VM-kvartsfinalen mot Rumänien utsågs till "Tidernas idrottsögonblick" på Svenska idrottsgalan 2001.

## Förbundskaptener
- Tommy Svensson
- Tord Grip (assisterande)

## Spelare
| Nr | Namn              | Position                 | Klubbtillhörighet        |
| -- | ----------------- | ------------------------ | ------------------------ |
| 1  | Thomas Ravelli    | Målvakt                  | IFK Göteborg             |
| 2  | Roland Nilsson    | Back                     | Helsingborgs IF          |
| 3  | Patrik Andersson  | Back                     | Borussia Mönchengladbach |
| 4  | Joachim Björklund | Back                     | IFK Göteborg             |
| 5  | Roger Ljung       | Back                     | Galatasaray SK           |
| 6  | Stefan Schwarz    | Mittfältare              | SL Benfica               |
| 7  | Henrik Larsson    | Forward                  | Feyenoord                |
| 8  | Klas Ingesson     | Mittfältare              | PSV Eindhoven            |
| 9  | Jonas Thern (c)   | Mittfältare              | SSC Napoli               |
| 10 | Martin Dahlin     | Forward                  | Borussia Mönchengladbach |
| 11 | Tomas Brolin      | Mittfältare/Forward      | Parma AC                 |
| 12 | Lars Eriksson     | Målvakt                  | IFK Norrköping           |
| 13 | Mikael Nilsson    | Back                     | IFK Göteborg             |
| 14 | Pontus Kåmark     | Back                     | IFK Göteborg             |
| 15 | Teddy Lučić       | Back                     | Västra Frölunda IF       |
| 16 | Anders Limpar     | Mittfältare              | Everton FC               |
| 17 | Stefan Rehn       | Mittfältare              | IFK Göteborg             |
| 18 | Håkan Mild        | Mittfältare              | Servette FC              |
| 19 | Kennet Andersson  | Forward                  | Lille OSC                |
| 20 | Magnus Erlingmark | Back/Mittfältare/Forward | IFK Göteborg             |
| 21 | Jesper Blomqvist  | Mittfältare              | IFK Göteborg             |
| 22 | Magnus Hedman     | Målvakt                  | AIK                      |

I den ursprungliga truppen ingick Jan Eriksson men på grund av skada precis före VM ersattes han av Teddy Lučić.